# Leptodactylus lithonaetes
Leptodactylus lithonaetes là một loài ếch trong họ Leptodactylidae. Tên gọi bản địa của nó là sapo-rana rugoso occiental ("cóc-ếch sần sùi miền tây"); loài "miền đông" tương ứng là L. rugosus.
Nó được tìm thấy ở Colombia, Venezuela, và có thể Brasil. Các môi trường sống tự nhiên của chúng là các khu rừng ẩm ướt đất thấp nhiệt đới hoặc cận nhiệt đới, xavan ẩm, sông, và vùng nhiều đá. Nó không được xem là bị đe dọa theo IUCN.